# Toyota Hilux
A Toyota Hilux egy pickup-típus, amelyet a japán Toyota Motor Corporation készít 1968 óta, a Toyota Stout utódjaként. Összesen 8 generációja van. Utódja, a Toyota Tacoma, 1995-ben került forgalomba.

## Generációi

### N10 (1968–1972)

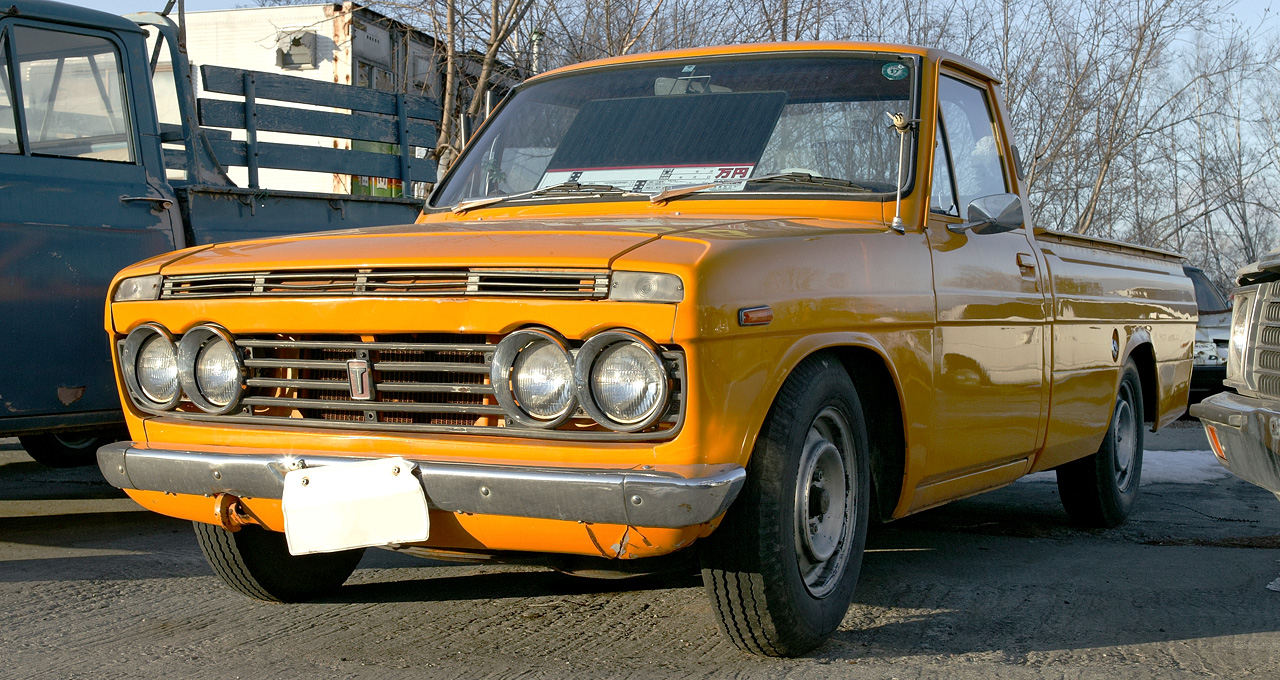
Toyota Hilux 1968–1972

Az N10 az első generáció. A gyár 1968-tól 1972-ig készítette a modelleket.

### N20 (1972–1978)

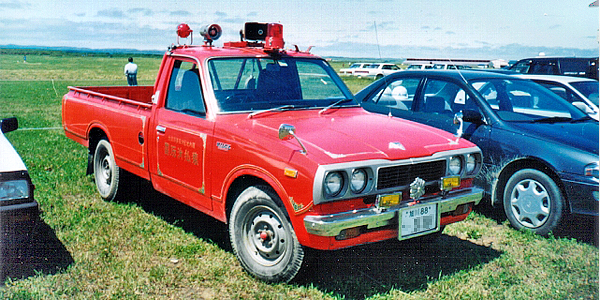
Toyota Hilux 1972–1978

Az N20 a második generáció. A gyár 1972-től 1978-ig készítette a modelleket.

### N30, N40 (1978–1983)

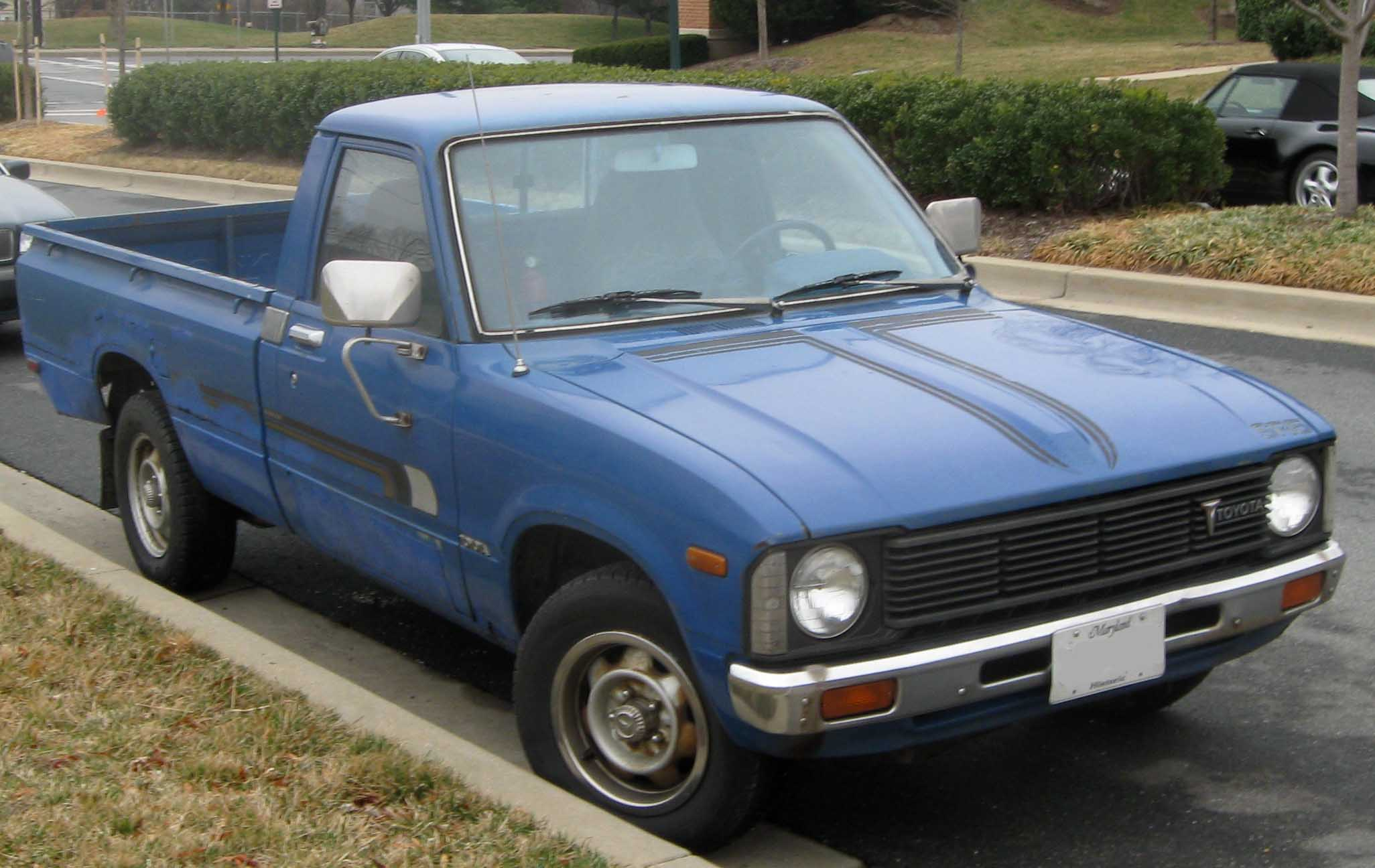
Toyota Hilux 1978–1983

Az N30/N40 a harmadik generáció. A gyár 1978-tól 1983-ig készítette a modelleket.

### N50, N60, N70 (1983–1988)

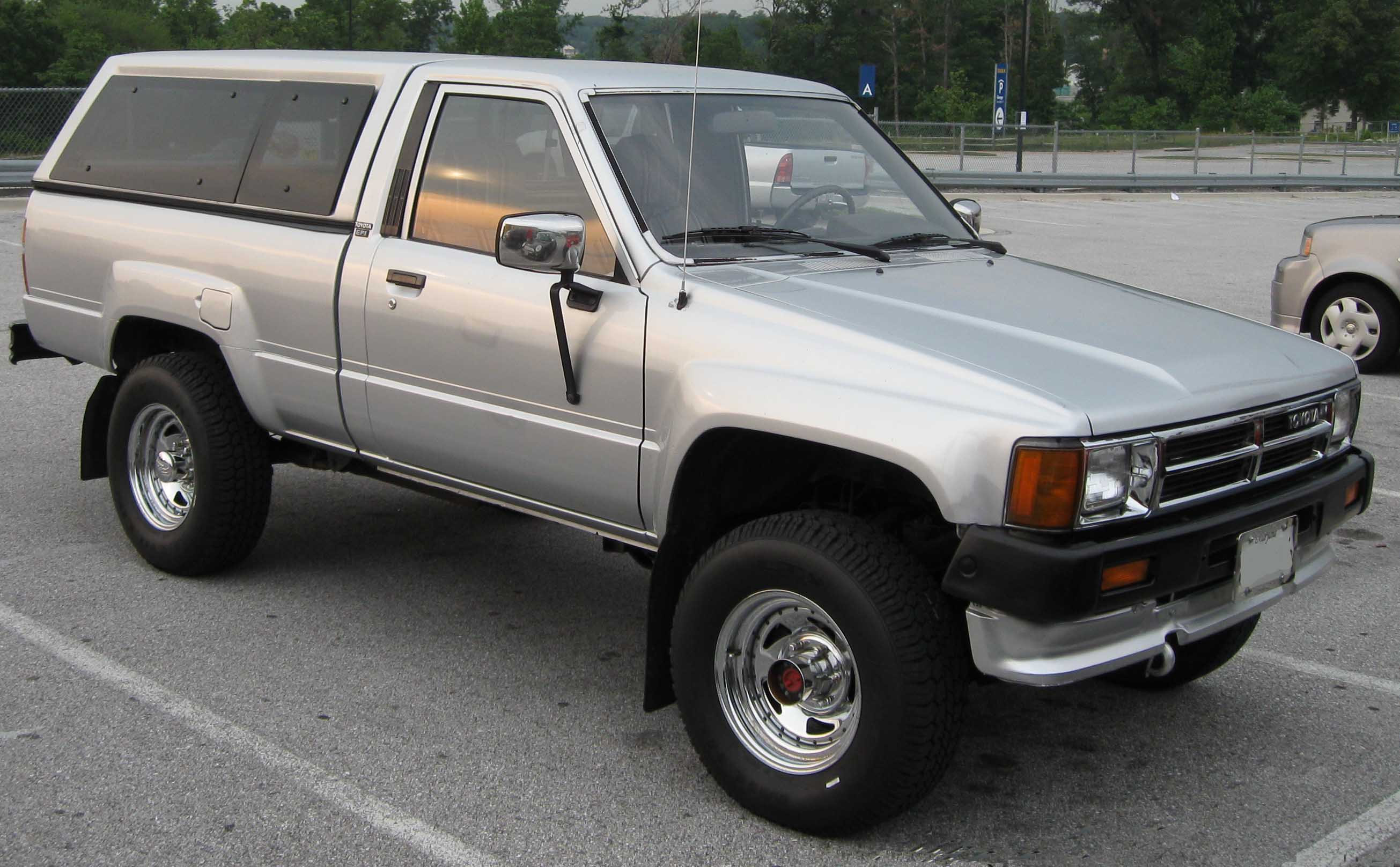
Toyota Hilux 1983–1988

Az N50/N60/N70 a negyedik generáció. A gyár 1983-tól 1988-ig készítette a modelleket.

### N80, N90, N100, N110 (1988–1997)

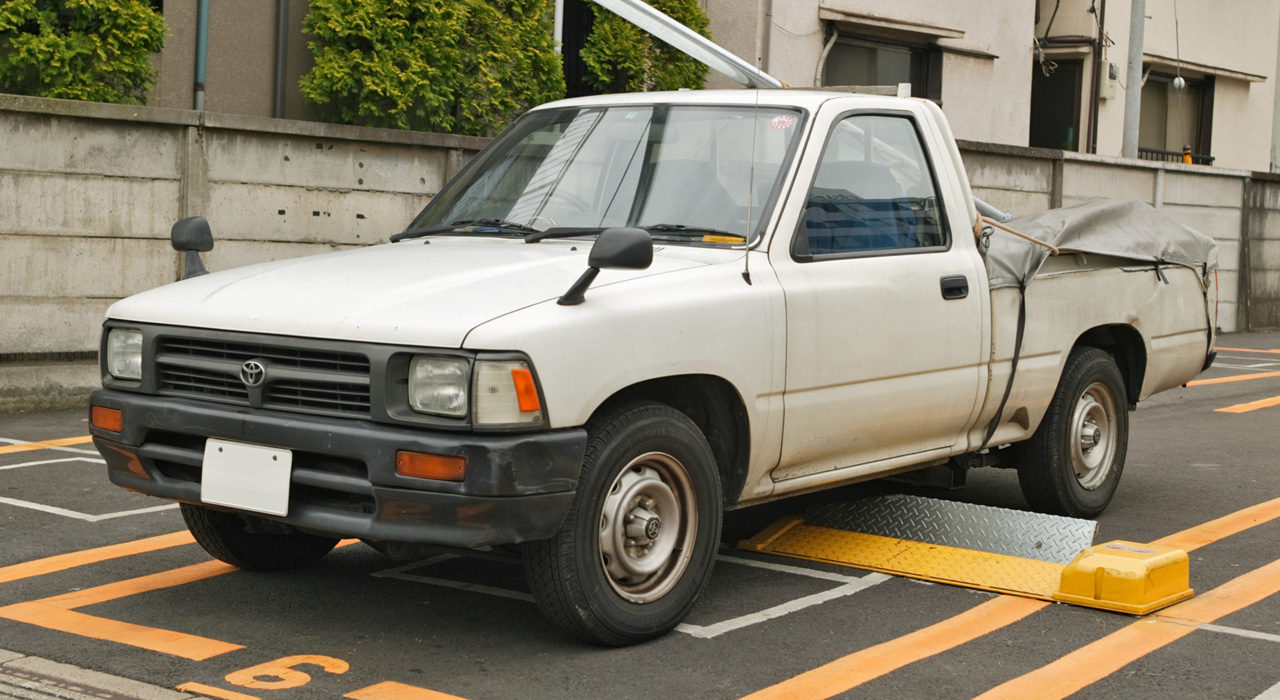
Toyota Hilux 1988–1997

Az N80/N90/N100/N110 az ötödik generáció. A gyár 1988-tól 1997-ig készítette a modelleket.

### N140, N150, N160, N170 (1997–2005)

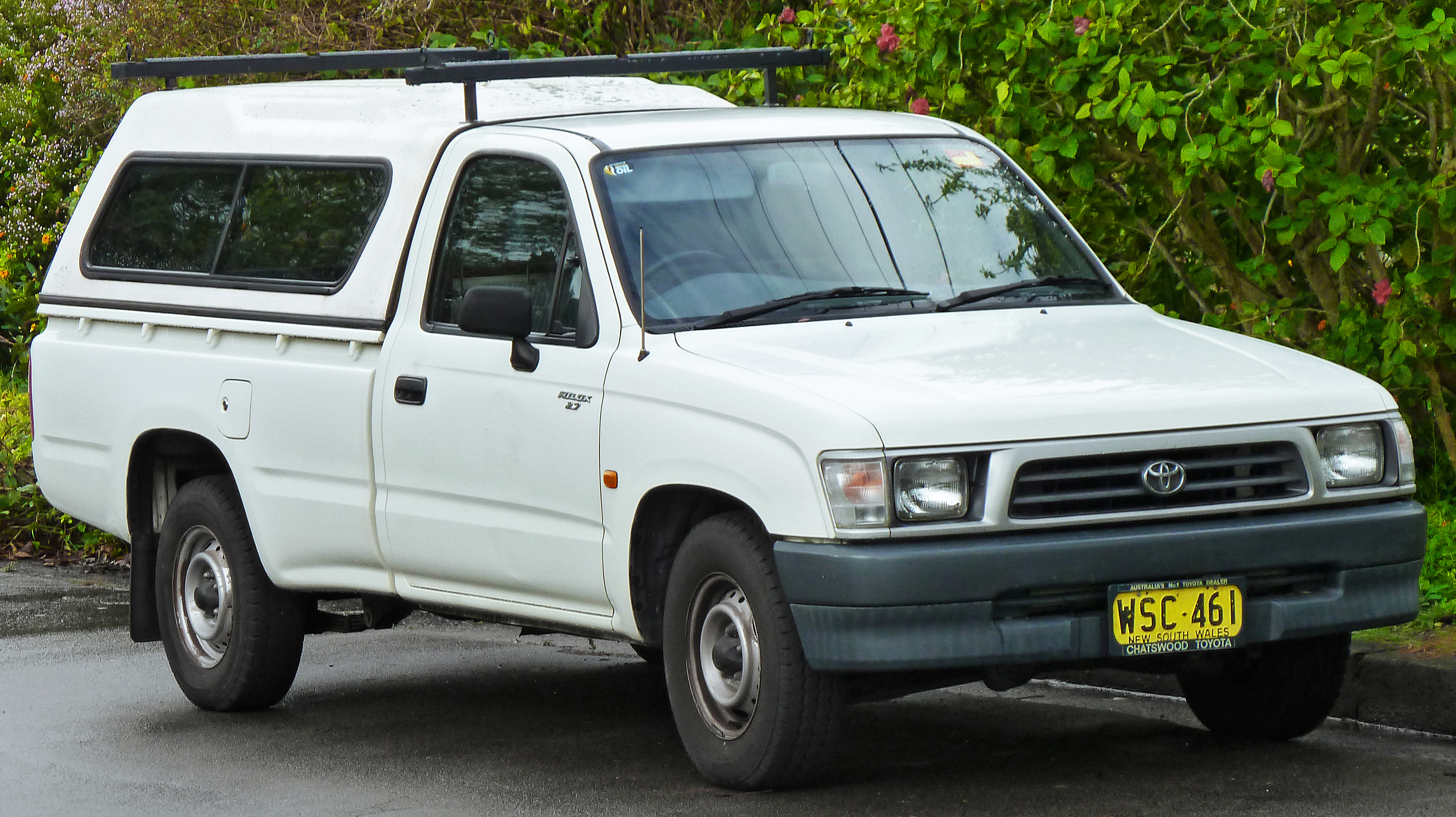
Toyota Hilux 1997–2005

Az N140/N150/N160/N170 a hatodik generáció. A gyár 1997-től 2005-ig készítette a modelleket.

### AN10, AN20, AN30 (2005–2015)

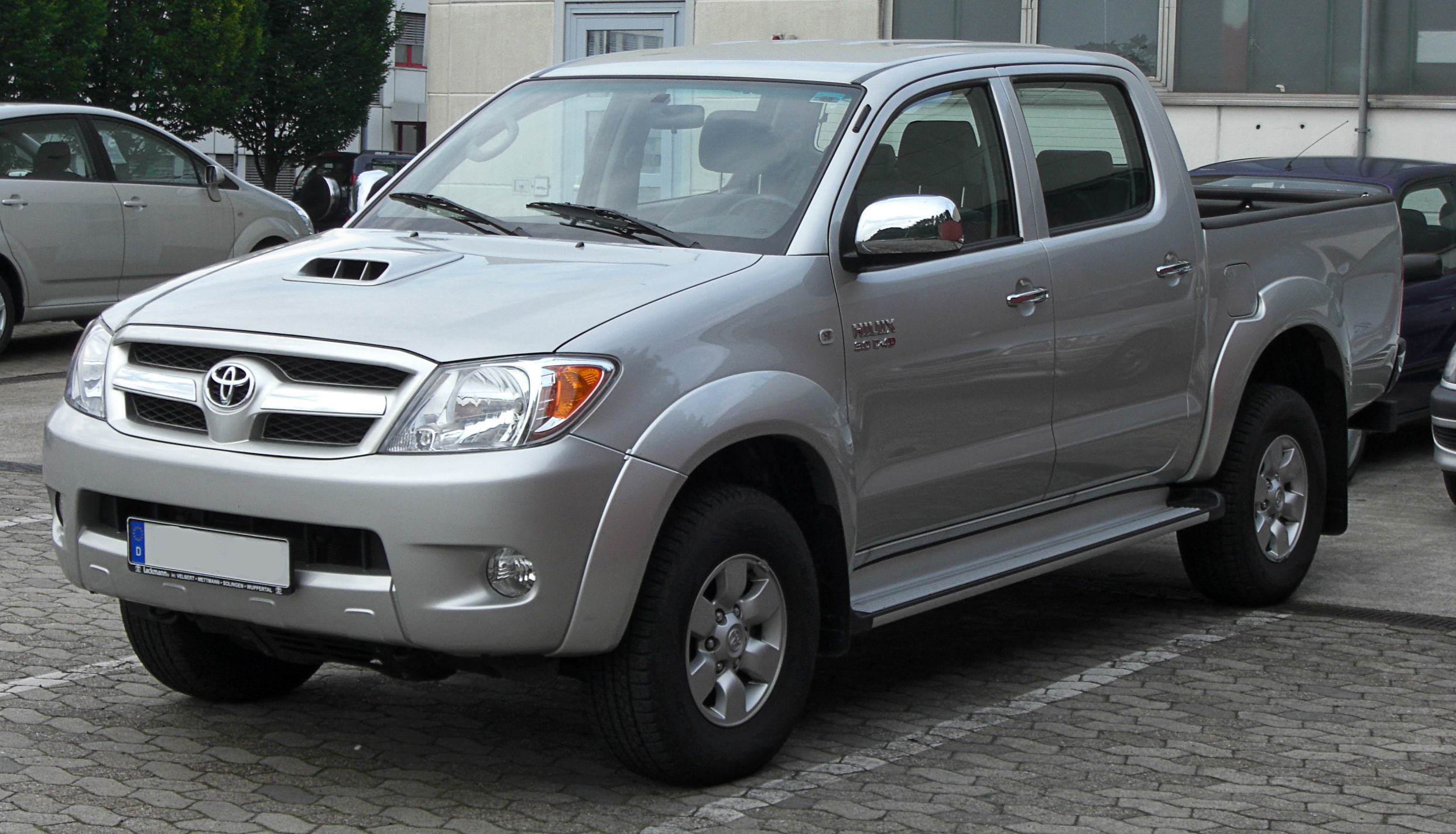
Toyota Hilux 2005–2015

Az AN10/AN20/AN30 a hetedik generáció. A gyár 2005-től 2015-ig készítette a modelleket. 2008-ban és 2011-ben módosították a karosszériát.

### AN120, AN130 (2015-től)

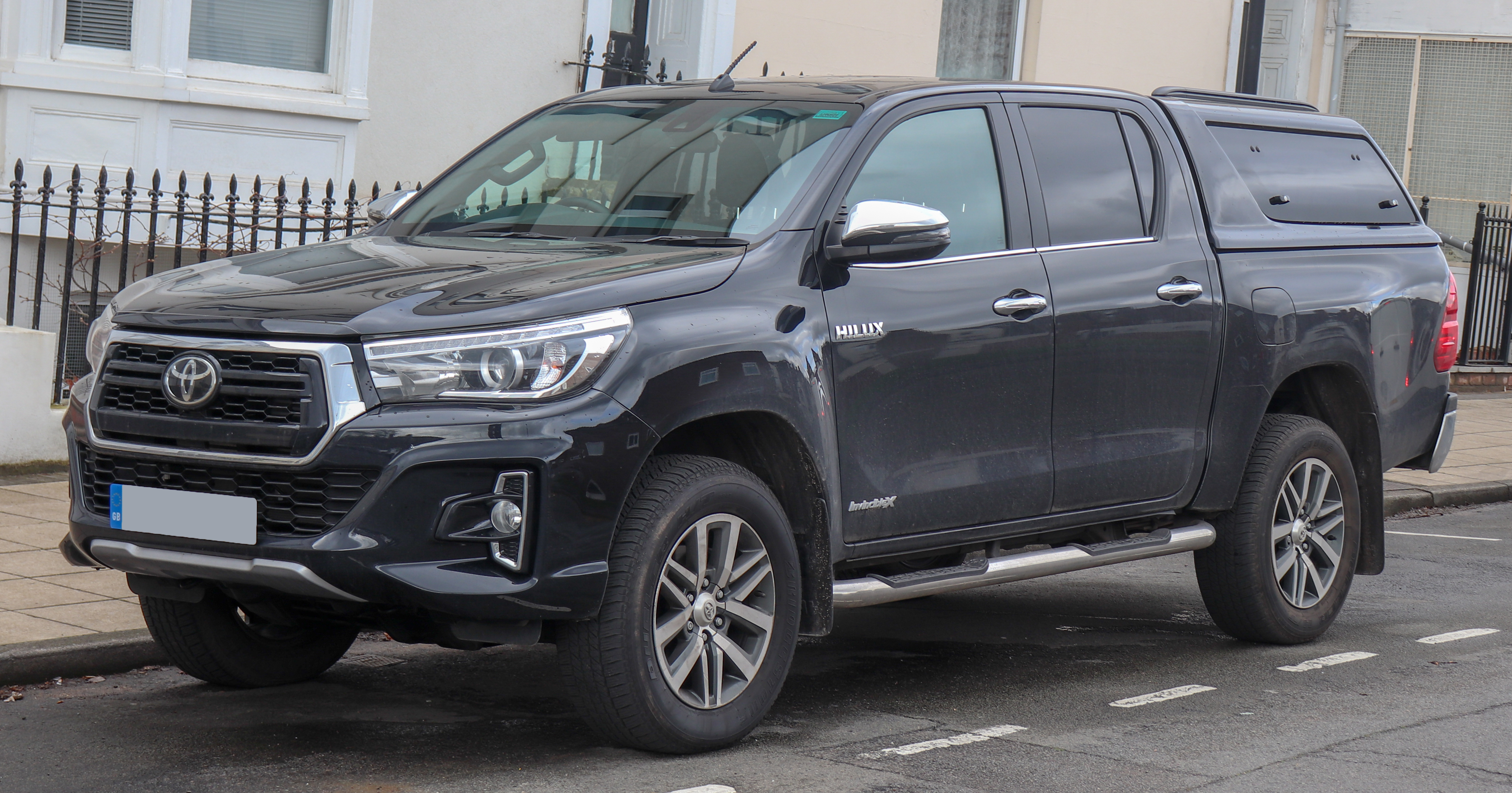
Toyota Hilux 2015-től

Az AN120/AN130 a nyolcadik generáció. A gyár 2015-től készíti a modelleket. 2017-ben módosították a karosszériát.

## Fordítás
- Ez a szócikk részben vagy egészben  a   Toyota Hilux című angol Wikipédia-szócikk fordításán alapul.  Az eredeti cikk szerkesztőit annak laptörténete sorolja fel. Ez a jelzés csupán a megfogalmazás eredetét és a szerzői jogokat jelzi, nem szolgál a cikkben szereplő információk forrásmegjelöléseként.